# Uche Montana
Pour les articles homonymes, voir Montana (homonymie).
Uche Nwaefuna, connue sous le nom d'Uche Montana, née le 8 mai 1994 à Lagos,,, est une actrice nigériane. En 2018, elle remporte les Moreklue All Youth Awards Africa, également également appelé maia Awards (Africa), en tant que meilleure actrice dans un second rôle, dans la série télévisée Hush.

## Biographie

### Enfance et études
Uche Nwaefuna est née le 8 mai 1994 à Lagos. Originaire d'Ibusa, une ville d'Oshimili Nord dans l'État du Delta, elle grandit dans le quartier Festac de Lagos avec ses parents et ses frères et sœurs. Uche fait ses études primaires à l'école internationale Loral à Festa. Ensuite, poursuit ses études secondaires à l'école internationale du collège d'éducation Adeniran Ogunsanya. Elle termine son parcours éducatif avec un diplôme en droit.

### Carrière
L'ascension de Nwaefuna en tant qu'actrice a commencé dans l'industrie cinématographique nigériane en 2015 lorsqu'elle a fait ses débuts dans le rôle d'une domestique dans le film Poison Ivy. Elle a ensuite joué dans la série télévisée dramatique Hush, diffusée sur African Magic Showcase et African Magic Family sur GOtv Africa de 2016 à 2017. Par la suite, elle a joué dans les rôles principaux et secondaires dans plusieurs films de Nollywood, parmi lesquels La fausse vie des femmes au foyer d'Abuja aux côtés de Fredrick Leonard, Nancy Isime et d'autres acteurs. Elle a joué avec Uzor Arukwe, Belinda Effah, Alex Ekubo, entre autres dans Hire a Woman.

## Filmographie
- 2024 : Wedding night blues : Wonuola Ezekiel
- 2024 : The silent intruder : Ctherine Philips
- 2023 : A Weekend to Forget : Lisa
- 2023 : Teni's Big Day
- 2021 : Women & lies[10]
- 2021 : Hide N seek : Uche Montana[11]
- 2021 : Dream job : Nkechi Okafor[12]
- 2021 : Tango of Deception[13]
- 2021 : Oldest Bridesmaid : Vivian[14]
- 2021 : My Grand Father's Wife : Munachi Snr[15]
- 2020 : Doubt : Rita[16]
- 2019 : Seven : Efe
- 2019 : Made in Heaven : Angel
- 2019 : Hire a Woman : Toyosi
- 2019 : Mad About you : Tommi[17]
- 2018 : Lagos Real Fake Life : Precious
- 2018 : The Eve : Bolanle[18]
- 2018 : Homely:What Men Want : Suzy[19]
- 2017 : Banana Island Ghost : Tope
- 2017 : Three Wise Men : Essei

## Distinctions
2018 : Prix de la meilleure actrice de Nollywood
2018 : Prix maia Afrique de meilleure actrice